# Eosynotaxus
Genre
Eosynotaxus est un  genre fossile d'araignées aranéomorphes de la famille des Synotaxidae.

## Répartition
Les espèces de ce genre ont été découvertes en Russie dans de l'ambre de la mer Baltique et en Allemagne en Saxe-Anhalt dans de l'ambre de Bitterfeld. Elles datent du Paléogène.

## Liste des espèces
Selon World Spider Catalog (version 20.5, 2020) :
- † Eosynotaxus bispinosus Wunderlich, 2004
- † Eosynotaxus bitterfeldensis Wunderlich, 2004
- † Eosynotaxus custodens Wunderlich, 2004
- † Eosynotaxus fastigatus Wunderlich, 2004
- † Eosynotaxus paucispina Wunderlich, 2004
- † Eosynotaxus spinipes Wunderlich, 2004
- † Eosynotaxus wegneri Wunderlich, 2004

## Systématique et taxinomie
Ce genre a été décrit par Wunderlich en 2004 dans les Synotaxidae. Son espèce type est Eosynotaxus wegneri.

## Publication originale
- (en) Jörg Wunderlich, « The fossil spiders (Araneae) of the family Synotaxidae in Baltic amber », Beiträge zur Araneologie, 2004, vol. 3, p. 1189-1239.